# 稲葉エミ
稲葉 エミ（いなば えみ、7月6日-）は、日本の作詞家、歌手。音楽ユニットsoluaのヴォーカリストとしても活動。

## 提供

### テレビアニメ
- けいおん!
  - カレーのちライス（作詞）
  - わたしの恋はホッチキス（作詞）
  - ふでペン 〜ボールペン〜 （作詞）
- けいおん!!
  - いちごパフェが止まらない（作詞）
  - ぴゅあぴゅあはーと（作詞）
  - 天使にふれたよ!（作詞）
  - ときめきシュガー（作詞）
  - 五月雨20ラブ（作詞）
  - Honey sweet tea time（作詞）
- 冴えない彼女の育てかた
  - Blooming Lily（作詞）
  - M♭（作詞）
  - Cherish you（作詞）
  - 饒舌スキャンダラス（作詞）
- 冴えない彼女の育てかた♭
  - 365色パレット（作詞）
  - ETERNAL♭（作詞）
  - DOUBLE RAINBOW DREAMS（作詞）
  - Daydreamer（歌詞）
  - GLISTENING♭（作詞）
- 新世界より
  - 割れたリンゴ（作詞）
  - 雪に咲く花（作詞）
- ダイヤのA
  - Perfect HERO（作詞）
  - CLOUD NINE（作詞）
  - PROMISED FIELD（作詞）
  - FINAL VICTORY（作詞）
  - BLUE WINDING ROAD（作詞）
  - RAND NEW BLUE（作詞）
  - WIN GLORY（作詞）
  - 永遠のライバル（作詞）
  - 追い風に告ぐ（作詞）
  - 風の中のシーソーゲーム（作詞）
  - GROW STRONGER（作詞）
  - GET OVER（作詞）
  - GET TO THE TOP（作詞）
  - GO MY WAY（作詞）
  - GOLD MINE（作詞）
  - SILENT SIGN（作詞）
  - TEAM ROCK（作詞）
  - Violent Wind（作詞）
- ヤマノススメ
  - スタッカート・デイズ（作詞）
- ヤマノススメ セカンドシーズン
  - 夏色プレゼント（作詞）
  - 毎日コハルビヨリ（作詞）
  - Cocoiro Rainbow（作詞）
- ヤマノススメ おもいでプレゼント
  - おもいでクリエイターズ（作詞）
- ヤマノススメ サードシーズン
  - 地平線ストライド（作詞）
  - 色違いの翼（作詞）

### ゲーム
- IDOLY PRIDE
  - No.1☆（作詞）
  - Victoire（作詞）

### アーティスト
- 石原夏織
  - Gift（作詞、栁舘周平と共作[1]）
- 立花日菜
  - Stella[2]
- 原田ひとみ
  - Stellina
  - Simpatia
  - Scarlet Emblem
  - Bravery
  - Requ≠iem
  - Magenta Another Sky
  - pilgrim 〜運命の光〜
- CROWN POP
  - 夏キラリ☆（作詞）
  - Cheerful Butterfly（作詞）
  - Snowy*Shiny*day（作詞）
  - またね（作詞）
  - キミリプホリック（作詞）